# 化け猫あんずちゃん
『化け猫あんずちゃん』（ばけねこあんずちゃん）は、いましろたかしによる漫画作品。『コミックボンボン』（講談社）にて2006年8月号から2007年11月号まで連載された。単行本はKCデラックスから全1巻。
『化け猫あんずちゃん 風雲編』のタイトルで、2024年7月14日より『コミックDAYS』にて続編を連載。
2024年7月19日に劇場アニメが公開された。
化け猫として人間社会に馴染んだあんずちゃんの日常を描いた作品。

## ストーリー
南伊豆・池照町の一角にある草成寺で飼われていた猫、あんずちゃんは、10年、20年経っても死なず、30歳を過ぎて化け猫となっていた。飼い主であるおしょーさんの養子となり、寺の仕事を気まぐれにこなしつつ、日常生活をおくるあんずちゃん。彼と、町の人々との交流を描く不思議な物語。

## 漫画の登場人物
声の項は劇場アニメ版の声優。一部設定は劇場アニメと異なっている。
あんずちゃん
声 - 森山未來
主人公。子猫の頃におしょーさんに拾われ、30歳を過ぎて化け猫となる。猫らしい気まぐれで大雑把な性格。
可愛い名前と外見だが、中身はおっさん。漫画では32歳だが劇場アニメでは37歳。風雲編では35歳。
普段は寺男として過ごすが、一応、按摩の仕事もしている他、川のパトロールや祭りの屋台等の短期バイトをする事も。
按摩の出勤の際は原付を用いていたが、ノーヘルと無免許を警察に指導された後は自転車に乗り換える。風雲編では普通免許証を取得した為、按摩の出勤の際に久しぶり乗っていた、また車も購入した。
おしょーさんに拾われた際に、安心させるような笑い声を掛けられており、それに似た「ニャッハッハッ」という高笑いをよくする。
おしょーさん
声 - 鈴木慶一
あんずちゃんの育ての親。草成寺の住職で、雷雨の夜に捨てられていたあんずちゃんを拾う。後継者問題に悩む。
おかみさん
おしょーさんの妻。あんずちゃんの気まぐれに振り回されがち。
突然カツ丼が食べたくなったあんずちゃんに、財布の1000円を抜き取られた事がある。
劇場アニメでは故人となっており未登場。
哲也
声 - 青木崇高
おしょーさんの子。原作ではプロレスラーになる為に家を出ており、行方知れず。
劇場アニメでは、おしょーさんの子という設定に加え、かりんの父親として登場。
借金がかさんでおり、20年ぶりに寺を訪れて金を無心したが、おしょーさんとけんか別れ。
結局、かりんを寺に預けて借金返済に赴く。
弦巻のおじいちゃん
あんずちゃんの按摩の唯一の客。
井上と林
声 - 平野絢規（井上）、戸井田竜空（林）
あんずちゃんとつるむ小学生男子コンビ。一度地面に落ちた後で再加熱したイカ焼きを売りつけられた事がある。
吉田
声 - 佐藤宏
川のパトロールであんずちゃんと知り合う男性。通称よっちゃん。3等身で特にデフォルメされて描かれている。
勉強のし過ぎで人生を踏み外し、貧乏神にも憑りつかれて不幸に苦しむが、あんずちゃんの活躍で復調する。
貧乏神
声 - 水澤紳吾
よっちゃんに憑りつき、あんずちゃんとある勝負を繰り広げる。
劇場アニメでは地獄への道を案内する。
テキ屋の親分
「猫がイカを焼いたら面白い」という理由であんずちゃんに屋台の仕事を斡旋する男性。
あんずちゃんに汚いステテコを履かせる。
春山
父の教育過剰に悩む中学生男子。
一度はあんずちゃんの仲裁で救われるも、後にあんずちゃんの助言でグレた結果、酷い目に遭う。
劇場アニメでは、似た容姿の人物が出前の配達員としてワンカット登場する。
ピーピーちゃん
声 - 大谷育江
山であんずちゃんに拾われた、ウズラのような外見の生き物。四匹存在する。
急成長した為に超自然的な存在を疑われ、山に還した際に、カエルちゃんの指摘で森の精霊と判明する。
カエルちゃん
声 - 吉岡睦雄
地下道であんずちゃんと知り合う妖怪。自称、大妖怪カエルちゃん。
穴を掘るのが趣味で、地下道内で温泉を掘り当てた。
妖怪の知人を引きつれて深夜の寺に遊びに行くが、全員マイペースであんずちゃんを困惑させる。
たぬき
声 - 澤部渡（スカート）
カエルちゃんと共に寺を訪れる妖怪の一体。
事前に聞かされた内容よりもグレードダウンしたツマミに愚痴を零し、ダラダラと漫画を読んで過ごす。

## 書籍情報
- いましろたかし『化け猫あんずちゃん』講談社〈KCデラックス〉、全1巻

1. 2007年11月16日発売[4]、 ISBN 978-4-06-372388-5

## 劇場アニメ
日本とフランスの合作で2024年7月19日に公開された。本作に声として出演する俳優が演技する実写映像をガイドに動きや表情を抽出してアニメーションにするロトスコープ手法を採用しており、セリフも撮影時に収録された音声がそのまま本編に使用されている。
いましろたかしのファンである山下敦弘の事務所に原作コミックが置かれており、それを、当時山下の助監督を務めていた近藤慶一プロデューサーが目にした事が、本作の企画が始まるきっかけとなった。

### スタッフ
| 原作                                               | いましろたかし 『化け猫あんずちゃん』（講談社 KCデラックス 刊）                                                           |
| 監督                                               | 久野遥子、山下敦弘 |
| 企画                                               | 近藤慶一 |
| 脚本                                               | いまおかしんじ |
| キャラクターデザイン 特殊パート絵コンテ 総作画監督 | 久野遥子 |
| アニメーション演出                                 | 今村洋輝、木村拓（スタジオ・レモン）、安川央里、藤倉拓也                                                                  |
| 作画監督                                           | 石舘渡子、中内友紀恵 |
| 動画検査                                           | 桂田都美紀、柚木美那 |
| 美術監督 / 色彩設計                                | Julien De Man |
| 色指定                                             | 横井未加 |
| 特殊効果                                           | りょこ |
| コンポジット開発                                   | Guillaume Cassuto |
| 撮影監督                                           | 牧野真人 |
| CG監督                                             | 飯塚智香 |
| 音響監督                                           | 滝野ますみ |
| 音楽                                               | 鈴木慶一 |
| 音楽協力                                           | テレビ朝日ミュージック |
| 編集                                               | 小島俊彦 |
| 編集スタジオ                                       | 岡安プロモーション |
| プロデューサー                                     | 近藤慶一、Emmanuel-Alain Raynal、Pierre Baussaron、根岸洋之                                                               |
| 制作プロダクション                                 | シンエイ動画、Miyu Productions                                                                                            |
| 化け猫あんずちゃん製作委員会                       | シンエイ動画、テレビ朝日、東宝、AT-X、丸井グループ、NBCユニバーサル・エンターテイメント Miyu Productions、CHARADES、GKIDS |
| 製作                                               | 「化け猫あんずちゃん」製作委員会                                                                                          |
| 配給                                               | TOHO NEXT |

### 実写撮影スタッフ
| 実写制作プロダクション | マッチポイント               |
| ラインプロデューサー   | 植野亮                       |
| 撮影                   | 池内義浩                     |
| 美術                   | 龍田哲児、中山美京、安蒜さら |
| 録音                   | 弥栄裕樹                     |
| スタイリスト           | 伊賀大介                     |
| 衣装                   | 江口久美子                   |
| 助監督                 | 安藤耕平                     |
| 制作担当               | 田山雅也                     |

### 主題歌
『またたび』
歌 / 作詞・作曲 - 佐藤千亜妃
編曲 - 高橋海（LUCKY TAPES）
レーベル - A.S.A.B

### 劇場アニメからの登場人物
かりん
声 - 五藤希愛
哲也と柚季の娘。11歳。大人の前ではいい子だが、猫かぶり。
祖父の寺に置いていかれあんずちゃんに世話をしてもらう事となる。
しかし逆に金をあんずちゃんにパチンコで使い込まれる等、迷惑を被る。
亡くなった母に会いたいという願望がある。
柚季
声 - 市川実和子
かりんの母親。故人。
地獄では清掃員を務めている。
閻魔大王
声 - 宇野祥平
地獄の統治者。
あんずちゃん達の巻き起こした騒動に、獄卒を率いて対応する。

### 評価
- カンヌ国際映画祭 監督週間正式上映作品（2024年）
- アヌシー国際アニメーション映画祭 長編コンペティション部門ノミネート（2024年）
- ファンタジア国際映画祭 最優秀長編アニメーション映画賞、観客賞金賞（2024年）